# Nesobolus piedra
Nesobolus piedra är en mångfotingart som beskrevs av Pérez-Asso 1996. Nesobolus piedra ingår i släktet Nesobolus och familjen Rhinocricidae. Inga underarter finns listade i Catalogue of Life.